# Lullington (Derbyshire)
Pour les articles homonymes, voir Lullington.
Lullington est une paroisse civile et un village du Derbyshire, en Angleterre.